# Riodina lysippe
Riodina lysippe är en fjärilsart som beskrevs av Jacob Hübner 1765. Riodina lysippe ingår i släktet Riodina och familjen Riodinidae. Inga underarter finns listade.